# Nina Coote
Pour les articles homonymes, voir Coote.
Nina Edith Coote (née le 23 septembre 1883 à Royal Tunbridge Wells et morte le 6 janvier 1945 à Roehampton) est une joueuse de croquet irlandaise,. 

## Enfance et famille
Nina Edith Coote naît à Tunbridge Wells dans le Kent en Angleterre le 23 septembre 1883. Elle est la seule enfant d'Orlando Robert Coote (1855-1927) et Edith Mary (née Hume) (1858-1920). Son père est agent foncier et le troisième fils du révérend Sir Algernon Coote, 11e baronnet, ecclésiastique et propriétaire foncier, de Ballyfin House, Mountrath, comté de Laois. Orlando Coote est très probablement éduqué en Angleterre. C'est un sportif passionné et impliqué dans l'administration des premiers sports en Irlande et en Grande-Bretagne à la fin du XIXe siècle. Il est membre fondateur de l'Athlone Association Football Club, d'un club de football à Castlerea, dans le comté de Roscommon, et du Athlone Garden Vale Hockey Club. Il est également impliqué dans la course, le tennis, le cyclisme, l'aviron et le yachting. Coote et sa famille déménagent à Bunnavally, dans le comté de Westmeath, près d'Athlone en 1901,.

## Carrière de croquet
Coote commence à jouer au croquet à un âge précoce et se découvre un talent naturel pour cela. Elle est membre du Garden Vale Tennis and Croquet Club à Athlone, remportant le championnat de croquet du sud de l'Irlande en 1901 et 1902. En 1903, elle perd le championnat d'Irlande de demi-finale de croquet face à la gagnante, Edith Preston. Elle joue ensuite dans le championnat ouvert féminin de 1903 à Wimbledon, battant Preston en finale. Elle remporte à nouveau le championnat ouvert féminin d'Angleterre en 1905 ainsi que le double mixte avec Cyril Corbally. Elle remporte les médailles d'or irlandaises de 1905 pour le croquet et les gold caskets. En 1904, elle vainc Lily Gower (en), alors considérée comme la meilleure joueuse de croquet, homme ou femme. Elle fait match nul avec Gower à la septième place de la coupe des champions de 1905, jouant contre des hommes et des femmes. En 1906 et 1907, elle s'est classée neuvième dans la compétition de coupe. Suivant les traces de Gower, Coote a remporté la médaille d'or masculine de 1908. Cela a conduit à modifier les règles pour interdire aux femmes de participer à cette compétition. Lorsque la coupe championne féminine tient sa compétition inaugurale en 1911, Coote arrive troisième,,. 
Son style de jeu de croquet repose sur la vitesse plutôt que sur la précision. Elle est connue pour son jeu rapide, terminant des jeux en un temps record en utilisant un swing latéral de style golf. Sa forme de jeu est parfois brillante mais souvent irrégulière, permettant à des joueurs plus cohérents comme Gower de dominer les compétitions. Coote était connue pour sa personnalité vive et son esprit vif et caustique. 

## Fin de vie
Coote se retire du jeu après la Première Guerre mondiale et gère avec succès un certain nombre d'équipes de croquet. Elle est connue pour sa gestion ferme et inébranlable. 
Après une histoire d'amour ratée en 1936, Coote se retire progressivement de la vie publique et devient recluse. Elle commence à pratiquer le spiritisme et acquiert la certitude qu'elle mourrait à l'âge de 61 ans. Elle devient de plus en plus excentrique, retardant une petite intervention chirurgicale jusqu'à ce que son état devienne plus dangereux. Elle meurt à Roehampton au sud-ouest de Londres le 6 janvier 1945 des complications de cette opération.